# Kooianker

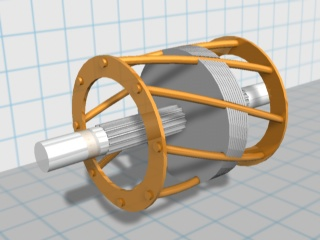
Een rotor met kooianker.

Een kooianker is een type rotor dat wordt gebruikt in inductiemotoren. Een kooianker bestaat uit ongeïsoleerde koperen- of aluminiumstaven die aan de uiteinden met een geleidende ring zijn kortgesloten. De ruimte tussen de staven is opgevuld met dunne gelamelleerde plaatjes van weekijzer.

## Werking
Een inductiemotor gedraagt zich als een transformator: de kooi vormt hierbij de kortgesloten secundaire spoel. Onder invloed van het wisselend magnetisch draaiveld die door de statorspoelen wordt opgewekt, zullen er inductiestromen beginnen te lopen in de secundaire windingen. Door de lorentzkracht die integreert tussen het magnetisch veld en de stroomvoerende kooi, zal de rotor beginnen te draaien.
De rotatiesnelheid van de rotor zal echter iets minder zijn dan de rotatiesnelheid van het door de statorspoelen opgewekte magnetisch draaiveld. Indien de rotor synchroon zou draaien met het statorveld, zou er geen fluxverschil zijn en geen stroomopwekking en bijgevolg geen kracht. Vandaar dat machines met kooianker asynchrone machine of inductiemachine genoemd worden.
Kenmerkend eigenschap van de kooianker is het lage aanloop- of startkoppel in combinatie met de relatief grote aanloopstroom (circa 5 tot 7 maal de nominale stroom). In de loop der tijd zijn daarom verschillende alternatieve constructies bedacht om het aanloopgedrag van de kooianker te verbeteren.

## Weerstandsrotor
Door de rotorkooi te vervaardigen van een materiaal met een hogere soortelijke weerstand (bv. messing in plaats van koper) zal de rotorweerstand groter worden. Door deze verhoging zal het aanloopkoppel toenemen en de aanloopstroom afnemen. Nadeel is dat tijdens normaal bedrijf de koperverliezen in de motor veel hoger zijn dan bij de normale kooirotor (laag rendement). Dit type rotor wordt voornamelijk toegepast bij motoren die niet continu in bedrijf zijn maar wel een hoog aanloopkoppel vragen.

## Dubbelkooirotor
In 1894 ontwierp de Franse ingenieur Paul Boucherot een meervoudige kooiconstructie als verbetering van de bovengenoemde enkelvoudige kooirotor, en wel om zonder gebruik te maken van een sleepringankermotor toch een groot aanloopkoppel te verkrijgen.
De dubbelkooirotor bezit twee kooien, ieder voorzien van twee elektrisch gescheiden eindringen:
- De buitenkooi of aanloopkooi: staven met een kleine doorsnede (hoge weerstand) aan de buitenkant van de rotor (lage zelfinductie)
- De binnenkooi of bedrijfskooi: staven met een grote doorsnede (lage weerstand) aan de binnenkant van de rotor (hoge zelfinductie)

Om de zelfinductie van de binnenkooi nog verder te verhogen is tussen de kooien een luchtspleet aangebracht.
Bij het aanlopen heeft de buitenkooi, door de lage zelfinductie een kleinere impedantie dan de binnenkooi. Hierdoor zal slechts in de buitenkooi een rotorstroom lopen, maar door de hoge ohmse weerstand is deze beperkt. Bij het toenemen van de rotorsnelheid neemt de rotorfrequentie af en dus de invloed van de zelfinductie. Door de kleinere ohmse weerstand zal door de binnenkooi meer stroom lopen dan door de buitenkooi. Is de motor eenmaal op toeren dan zal de binnenkooi het koppel leveren.

Uitvoeringen van dubbelkooirotors

Indien goed gedimensioneerd kan met een dubbelkooirotor een kortsluitankermotor worden verkregen met een groter aanloopkoppel bij een lagere aanloopstroom en een hoger rendement. Motoren waarvan de rotor voorzien is van een dubbele kooi worden speciaalkortsluitankermotoren genoemd.

## Stroomverdringingsrotor

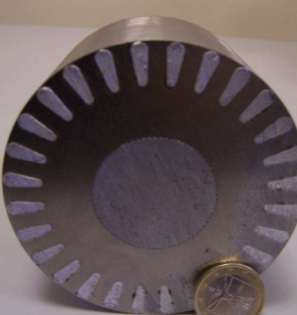
Stroomverdringingsrotor

Naast de dubbelkooirotorconstructie kan eenzelfde resultaat worden bereikt met een kooianker waarvan de rotorstaven rechthoekig, trapezium-, of druppelvormig zijn. Motoren met deze kooien werken volgens het stroomverdringingsprincipe.
Bij het aanlopen zal de stroom in het dieper gelegen gedeelte van de rotorstaaf - waar de impedantie het grootst is - kleiner zijn dan in het hoger gelegen gedeelte. Anders gezegd, de stroom wordt verdrongen naar de buitenste delen van de rotorkooi. Omdat bij aanloop alleen het hoger gedeelte wordt gebruikt is de weerstand groter en het koppel groter. Voordeel van deze constructie is dat het oppervlak van de staven groter is waardoor de warmteafgifte naar het ijzer beter is.